# The Mutiny of the Bounty
The Mutiny of the Bounty é um filme mudo australiano de 1916, dirigido por Raymond Longford, com roteiro baseado no romance homônimo de autoria de Charles Nordhoff e James Norman Hall, por sua vez baseado num caso real.